# クスュストス
クスュストス（ギリシア語: ξυστοs）は古代ギリシアの建築用語であり、ギュムナシオンの天井つきポルチコを指す。冬や雨のときの運動はクスュストスで行われた。古代ローマ人はクスュストスの意味をポルチコの前にある庭園の歩道と数列の木の間にある遊歩道とした。
現代の英語ではXystusと綴るが、Xystという綴りも存在する。ラテン語ではxystusの活用形にxystumが存在するが、現代の英語では別の意味がある。

## クスュストスの例
- エルサレムではヘロデ大王時代に建造されたとされるクスュストスがある[4]。
- エーリスのクスュストスは古代ギリシア最大のギュムナシオンであり、古代オリンピックの選手は競技の前にそこで1か月間訓練を受ける必要があった[5]。